# Hospital de San Bartolomé
El Hospital de San Bartolomé, también conocido como Barts, es un hospital en Smithfield, en la ciudad de Londres, Inglaterra.

## Historia
Fue fundado adentro 1123 por Raherus o Rahere, un courtier del favorito del rey Enrique I.
Es el hospital más viejo en Inglaterra y tiene un papel actual importante así como una larga historia y estilo arquitectónico importante.
El cuadrado principal fue diseñado por James Gibbs en 1730, de los cuatro bloques originales solamente tres sobreviven, esto incluye el bloque que contiene el gran Pasillo y dos bloques que flanquean que contuvieron salas. La primera ala que se construyó fue el ala del norte, en 1732. Es el ala del norte contiene el gran Pasillo y los murales de Hogarth. El ala del sur siguió en 1740, el ala del oeste en 1752 y finalmente el ala del este en 1769. En 1859, una fuente fue colocada en su centro junto con un jardín pequeño.
El hospital del San Bartolomé ha existido en el mismo sitio por casi 900 años, sobreviviendo tanto al Gran Incendio de Londres y a Blitz. Su museo Archivado el 11 de febrero de 2007 en Wayback Machine., que abre de martes a viernes de cada semana, demuestra cómo la asistencia médica se ha perfeccionado tiempo y explica la historia del hospital. En una parte del recorrido está una puerta que abre en el corredor y muestra la entrada oficial del hospital. En las paredes de la escalera principal están dos murales pintados por William Hogarth, Piscina de Bethesda (1736) y El buen Samaritano (1737). Estos valen una visita en la pero se pueden ver solamente el las tardes de viernes. Hogarth hizo las pinturas del hospital sionaba a base del arte Italiano. La piscina de Bethesda es de carácter médico particular, pues representa una escena en la cual Cristo cura a un enfermo.
El cuarto al que lleva la escalera principal es el gran Pasillo, un cuarto llamativo de la doble-altura con estilo Barroco. Aunque hay algunas pinturas dentro del gran Pasillo, casi todo está en soportes movibles: las paredes ellos mismos se entregan sobre todo a la exhibición de las muchas placas grandes, pintadas que enumeran, detalladamente, las sumas de dinero dadas al hospital por sus benefactores. Esta marca que divierte la lectura: el visitante debe observar que algunas de las cantidades, que se expresan en libras, shillings y peniques, son impares porque son el resto de un estado después de que se hayan colocado el resto de los legados; otros parecen extraños porque fueron dadas como cantidades redondas de Guinea, una Guinea que es veintiuno shillings (£1.05 adentro modernidad decimal). Cuando están traducida a libras y a shillings éstos dan cierto impar-mirar resultan: por ejemplo cincuenta y cinco Guinea serían enumeradas como £57 15/-.
El gran Pasillo es parte de un edificio que forme un lado del cuadrado central del hospital. En 2003, este lugar es el sitio de un cierto trabajo del edificio pues se reconstruye el hospital, pero el trabajo es enmascarado del cuadrado principal por los murales grandes y el efecto total no se disminuye así demasiado gravemente.
Interesantemente, Barts es único entre los hospitales ingleses, siendo una parroquia por derecho propio. La parroquia anglicana St Bartholomew-the-Less es la única sobreviviente de las cinco capillas originales de Barts, las otras no pudieron sobrevivir a la disolución de los monasterios del rey Enrique VIII. La iglesia tiene una torre del siglo XV.
- Datos: Q164946
- Multimedia: St Bartholomew's Hospital / Q164946